# Прапор Бишева (Фастівський район)
Прапор Бишева — офіційний символ-прапор села Бишева (Фастівського району Київської області), затверджений рішенням Бишівської сільської ради № 146-16-У від 4 липня 2008 року.

## Опис
Опис надається згідно з рішенням Бишівської сільської ради № 146-16-У «Про затвердження герба та прапора села Бишева Макарівського району Київської області»:
|  | Прямокутне полотнище з співвідношенням сторін 2:3 поділене на дві рівновеликі вертикальні частини - зелену і синю - з горизонтальною білою смужкою вздовж нижнього краю, завширшки в 1/6 ширини полотнища. |

## З історії прапора Бишева

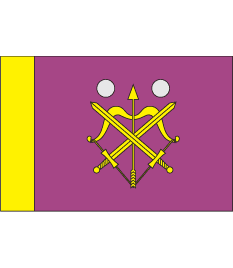
Проєкт прапора Бишева, помилково опублікований у виданні «Символіка Макарівщини»

У 2008 році, з нагоди 85-річчя Макарівського району був оголошений конкурс на найкращий проєкт символіки Бишева. До розгляду було представлено два проєкти — історика-краєзнавця Валерія Обухівського і художника Анатолія Марчука.
4 липня 2008 року Бишівська сільська рада рішенням № 146-16-У затвердила затвердила герб і прапор села. У їх основу ліг проєкт В. Обухівського. Проєкт А. Марчука у серпні того ж року був помилково опублікований у виданні «Символіка Макарівщини».